# Вергунас, Фелициана Игнатьевна
Фелициана Игнатьевна Вергунас (15 (28) марта 1911, Томск — 7 июня 1980, Москва) — физик, профессор на кафедре общей физики Томского государственного университета.

## Работы
- Позитрон: Обзор // Труды 1-й краевой конференции физиков Западной Сибири. 1934. Выпуск 1;
- Температурное гашение фотолюминесценции окиси цинка // Доклады Академии Наук. 1947. Т. 57. № 1;
- О статистической точности счетчиков света // Труды СФТИ. 1947. Т. 7. Выпуск 2;
- Совместно с В. М. Кудрявцевой, Н. Л. Гастинг. Аппаратура для комбинированного люминесцентного анализа минералов в ультрафиолетовых и катодных лучах // Труды СФТИ. 1947. Т. 7. Выпуск 2;
- Темновая проводимость окиси цинка // Там же. 1947. Выпуск 24;
- Тепловая проводимость йода // Ученые записки ТГУ. 1947. № 5;
- Совместно с Ф. Ф. Гавриловым. Зависимость интенсивности люминесценции окиси цинка от интенсивности возбуждения // Труды СФТИ. 1947. Выпуск 24;
- Изучение энергетических уровней кристаллофосфоров путем исследования их оптических и электрических свойств // Там же. 1948. Выпуск 27;
- Теория миграции дыр и температурное гашение люминесценции кристаллофосфоров // Там же. 1950. Выпуск 30; 1948;
- Спектры люминесценции окиси цинка // Журнал экспериментальной и теоретической физики. 1948. Т. 18. Выпуск 2;
- Зависимость относительного квантового выхода люминесценции ZnO от длины волны возбуждения // Доклады Академии наук СССР. 1948. Т. 59. № 7.

## Архивные источники
- Государственный архив Томской области (ГАТО). Ф. Р-815. Оп. 15. Д. 563;
- ГАТО. Ф. Р-815. Оп. 29. Д. 58;